# برايان فلين (لاعب كرة قاعدة)
برايان فلين (بالإنجليزية: Brian Flynn)‏ هو لاعب كرة قاعدة أمريكي، ولد في 19 أبريل 1990 في تلسا في الولايات المتحدة.

## وصلات خارجية
- برايان فلين على موقع دوري كرة القاعدة الرئيسي (الإنجليزية)
- برايان فلين على موقعبيزبول رفرنس.كوم (الدوري الرئيسي) (الإنجليزية)
- برايان فلين على موقعبيزبول رفرنس.كوم (الدوري الثانوي) (الإنجليزية)
- برايان فلين على موقع إي إس بي إن.كوم (أم.أل.بي) (الإنجليزية)
- برايان فلين على موقع مشجعي الرسوم البيانية (الإنجليزية)